# 格劳霍尔茨战役
格劳霍尔茨戰役（法語：Bataille de Grauholz）是法兰西第一共和国入侵旧瑞士邦联的决定性战斗，1798年3月5日在伯尔尼州北部的格劳霍尔茨打响。同日，18000名法军面对30,000名伯尔尼守军取得压倒性胜利。此前数日，伯尔尼政府即已经宣告投降，这场战斗则彻底结束了伯尔尼州北部的抵抗。